# Бердыш (приток Уньи)
Бердыш — река в России, течёт по территории Троицко-Печорского района Республики Коми и Чердынского района Пермского края. Устье реки находится в 38 км по левому берегу реки Унья. Длина реки составляет 16 км.
В 3 км от устья Бердыша в него справа впадает река Восточная.

## Данные водного реестра
По данным государственного водного реестра России относится к Двинско-Печорскому бассейновому округу, водохозяйственный участок реки — Печора от истока до водомерного поста у посёлка Шердино, речной подбассейн реки — Бассейны притоков Печоры до впадения Усы. Речной бассейн реки — Печора.
Код объекта в государственном водном реестре — 03050100112103000057900.